# 凡那伽罗
凡那伽罗是一种以祖鲁语为基础，掺杂了英语和一点点南非语的混合语。它在金矿、钻石、煤矿、铜矿产业都是被广泛使用的通用语，并小部分地扩张入刚果（金）、纳米比亚、赞比亚以及津巴布韦。虽然凡那伽罗只被用作第二语言，但是1975年它已经有几十万的使用者。不过就像印度，当英国人带来了英语，英语便成为了这个国家内各个部落之间交流的通用语，凡那伽罗的使用日渐减少。
凡那伽罗是唯一的以祖鲁语为基础的洋腔浜语言，它非常罕见地以一种土著语言，而非以殖民者或贸易者的语言为基础。
奇拉帕拉帕是凡那伽罗在津巴布韦（罗德西亚）的方言，它因受到绍纳语的影响演化而来；而西卡邦迦（有时也被叫做奇卡邦迦）是凡那伽罗在赞比亚（北罗德西亚）的方言，它因受到本巴语的影响演化而来。

## 词源
这个语言的名字“凡那伽罗”来自一串恩古尼式的“凡那-伽-罗”，直译为“像-（介词）-那样”，意为“像这样做”，这说明凡那伽罗是一种指示性的语言，好让别人明白具体的操作过程的语言。
它有例如“凡那卡罗”和“凡内可罗”等其它名字。有时候它也以库拉语，洛洛洛或洛洛洛语，皮奇或皮奇语，以及西隆古波为人所知。